# Fédération Internationale des Résistants

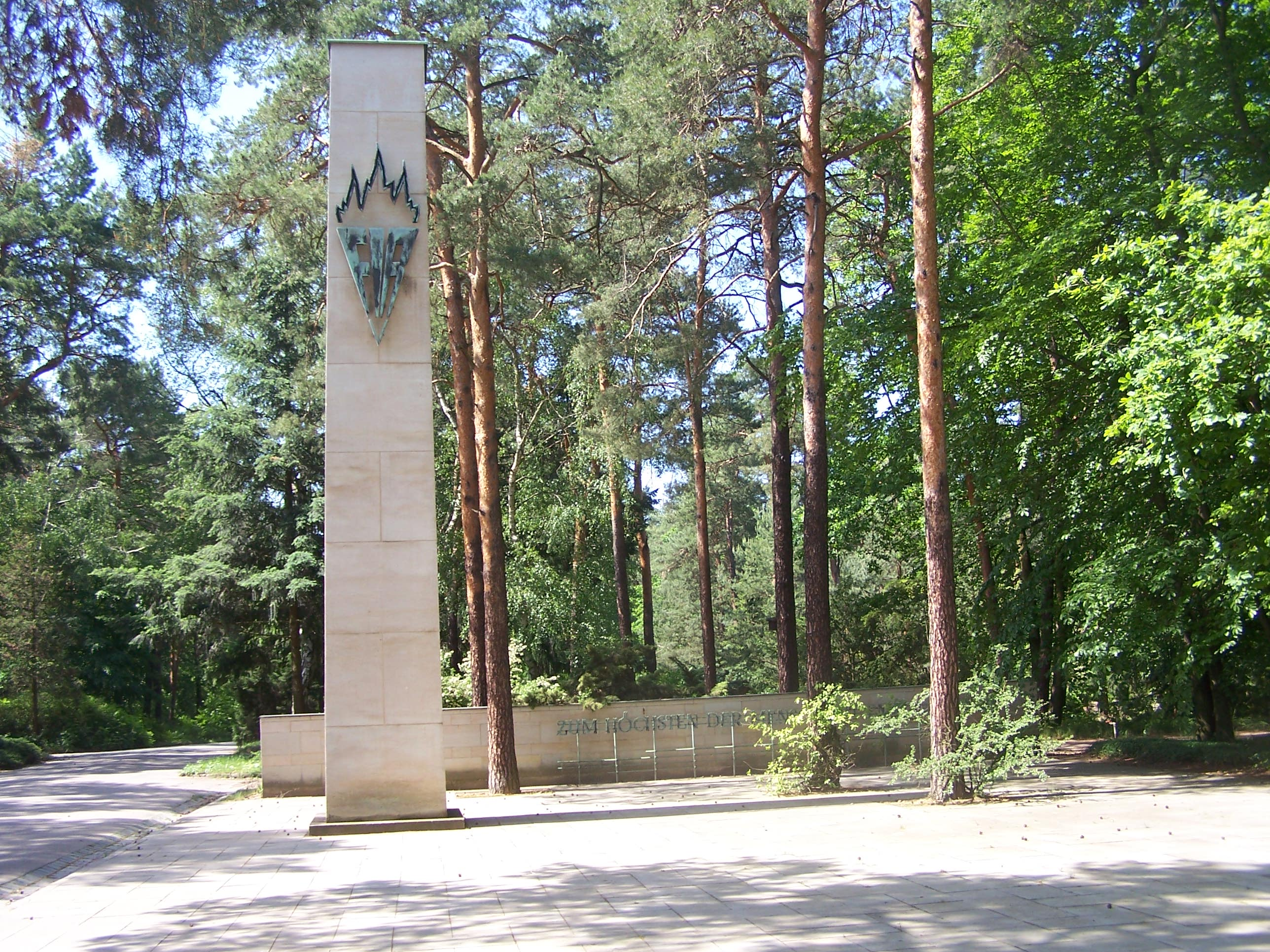
Obelisk mit dem Zeichen der FIR auf dem Heidefriedhof in Dresden

Die Fédération Internationale des Résistants (FIR; deutsch Internationale Föderation der Widerstandskämpfer) – Association Antifasciste ist die internationale Dachorganisation von Verbänden der antifaschistischen Widerstandskämpfer gegen das NS-Regime mit Sitz in Berlin. Generalsekretär ist Ulrich Schneider.

## Geschichte
Die FIR wurde im Mai 1951 in Wien mit dem Ziel der Schaffung einer Welt ohne Faschismus und Krieg gegründet. Vorläufer der Organisation war die 1947 gegründete FIAPP (Federation internationale des anciens prisioniers politiques), in der sich Widerstandskämpfer aus 17 Ländern zusammenfanden. 1948 wurden auch die Antifaschisten aus Deutschland und Österreich in diese Gemeinschaft aufgenommen. Während des Kalten Krieges wurde sie von staatlichen Stellen als kommunistisch beeinflusste Organisation bezeichnet. Aus Sicht der DDR setzte sich die FIR unter anderem „… für die allseitige Anerkennung der im Ergebnis des zweiten Weltkrieges in Europa entstandenen politischen und territorialen Realitäten“ ein. Zum IX. Kongress der FIR 1982 in Ost-Berlin gab die Deutsche Post der DDR Sonderbriefmarken und einen Ersttagsbrief heraus. Sie ist als eine internationale nichtstaatliche Organisation „Botschafter des Friedens“ bei den Vereinten Nationen. Zum Jahreswechsel 2004 verlegte die FIR ihren Sitz von Wien nach Berlin und trägt seitdem den Namen Internationale Föderation der Widerstandskämpfer (FIR) – Bund der Antifaschisten. Zum Generalsekretär wurde der Bundessprecher der VVN/BdA, Ulrich Schneider, gewählt.

## Mitgliedsorganisationen

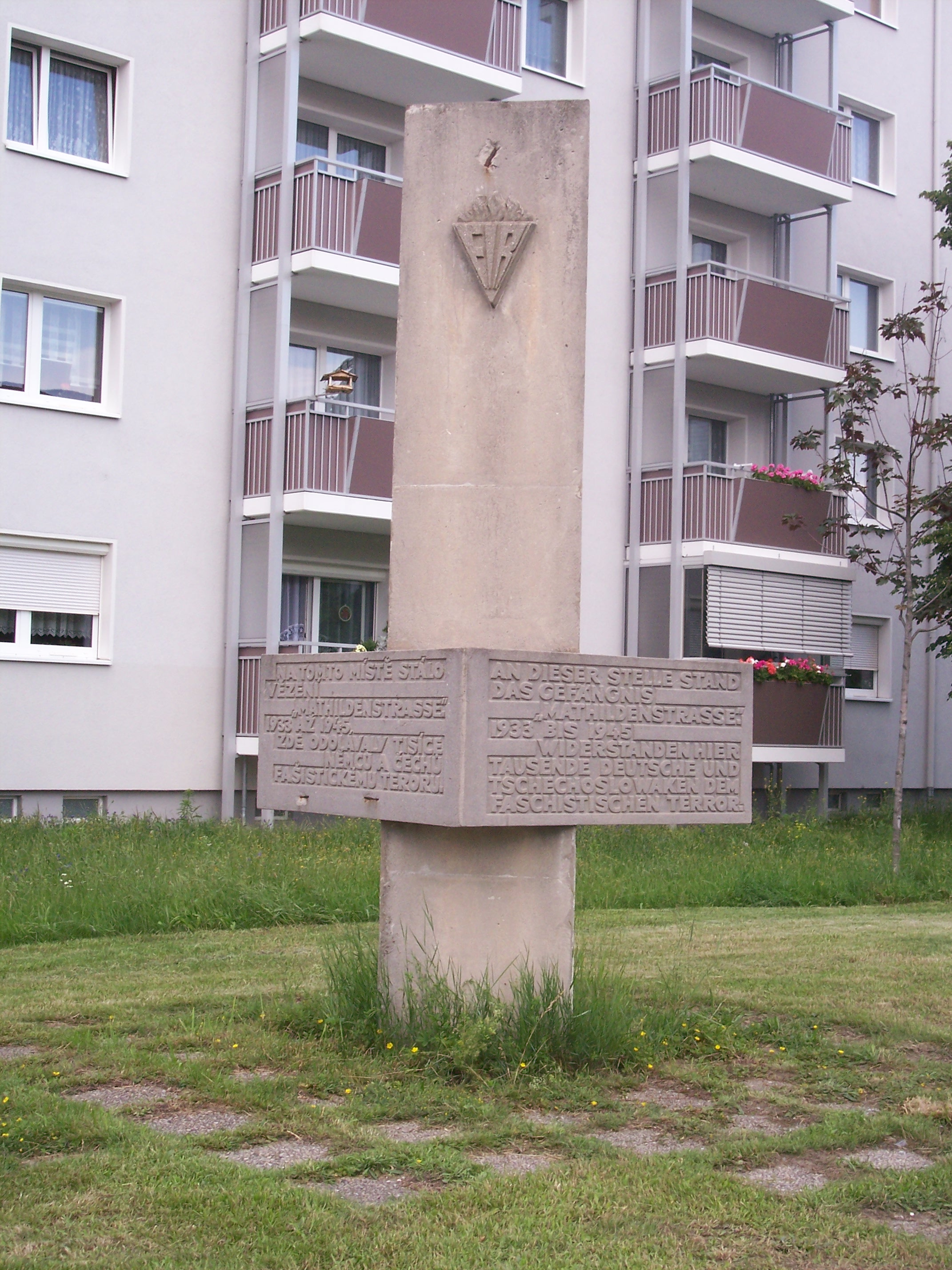
FIR-Denkmal für die Haftanstalt Mathildenstraße in Dresden während der Zeit des Nationalsozialismus.
Inschrift: „An dieser Stelle stand das Gefängnis 'Mathildenstrasse'. 1933 bis 1945 widerstanden Tausende Deutsche und Tschechoslowaken dem faschistischen Terror.“

Dem Verband gehören über 60 Organisationen aus 25 europäischen Ländern, Israel und Chile an. Darunter sind Veteranenverbände des antifaschistischen und Partisanenkampfes, Verbände von Kämpfern der Anti-Hitler-Koalition, Internationale Lagergemeinschaften ehemaliger Konzentrationslager sowie Organisationen in der Tradition des antifaschistischen Widerstandes und Antifaschisten heutiger Generationen.
Die VVN-BdA übernahm das Organisationsbüro innerhalb der Dachorganisation FIR.
In Deutschland sind bzw. waren folgende Organisationen Mitglied:
- Arbeitsgemeinschaft Neuengamme
- Internationales Rombergparkkomitee/Steinwache
- Internationales Sachsenhausen-Komitee
- Kämpfer und Freunde der Spanischen Republik 1936–1939
- Lagergemeinschaft KZ Ravensbrück/Freundeskreise
- Lagergemeinschaft Buchenwald-Dora/Freundeskreis
- VVN-BdA.

In Österreich sind folgende Organisationen Mitglied:
- KZ-Verband
- Verband der Kärntner Partisanen
- Vereinigung österreichischer Freiwilliger in der spanischen Republik

In Frankreich sind neben diversen Amicales (Häftlingsvereinigungen) unter anderem die Verbände Association Nationale des Anciens Combattants de la Résistance (ANACR) und Association Nationale des Cheminots Anciens Combattants (ANCAC) Mitglied der FIR.
Die mitgliederstärksten Verbände sind die „Russische Union der Veteranen“, die italienische Partisanenorganisation ANPI und die serbische Veteranenorganisation SUBNOR.

## Exekutivausschuss der FIR
Auf dem XIX. ordentlichen Kongress der FIR 2023 wurden gewählt:
- Vilmos Hanti (Ungarn) Präsident
- Filippo Giuffrida (Italien) Vizepräsident
- Regina Girod (Deutschland) Vizepräsidentin
- Ulrich Schneider (Deutschland) Generalsekretär

## AusstellungEuropäischer Widerstand gegen den Nazismus 1922–1945
Seit 2013 arbeiten die FIR und ihre Mitgliedsverbände mit einer historischen Ausstellung zum europäischen Widerstand. Sie wurde gemeinsam mit demInstitut des Veteranes (Brüssel) und Museen zur Widerstandsgeschichte in verschiedenen europäischen Ländern erarbeitet. Im Sommer 2013 im Europäischen Parlament in Brüssel in Anwesenheit des Vizepräsidenten des Europäischen Parlaments eröffnet, wurde die mehrsprachige Ausstellung mittlerweile in mehr als zehn europäischen Staaten gezeigt. Zu wichtigen Ausstellungsorten in Deutschland gehören das Bremer Rathaus (Januar 2015), die documenta 14 in Kassel (2017), das Dietrich-Keuning-Haus in Dortmund (2018), der Thüringische Landtag (2019) und das Rathaus in Rostock (2019).

## Michel-Vanderborght-Preis
Die FIR verleiht den Michel-Vanderborght-Preis (Präsident von 2004 bis zu seinem Tod 2010). Mit ihm sollen diejenigen geehrt werden, die sich im Sinne der Ideale des antifaschistischen Widerstandes für die Bewahrung der historischen Erinnerung, für die sozialen und politischen Interessen der Überlebenden und für die Fortsetzung des antifaschistischen Vermächtnisses durch besonderes Engagement gegen alte und neue Nazis ausgezeichnet haben.
Im November 2016 wurde anlässlich des XVII. FIR Kongresses der Preis zum zweiten Mal verliehen. Preisträger aus Deutschland war der Studienkreis Deutscher Widerstand 1933–1945 (Frankfurt/M.).
Im Mai 2019 wurde der Preis an den griechischen Kommunisten Lazaros Kiritsis vergeben, der noch im hohen Alter als Zeitzeuge über den antifaschistischen Kampf der Demokratischen Armee berichtet, und an Ilja Kremer, der als Angehöriger der Roten Armee an der Befreiung Berlins beteiligt war. Weiterhin wurden geehrt der ungarische antifaschistische Musiker Janos Brody, der italienische Journalist Paolo Berizzi, die belgische Auschwitz-Stiftung und ihr Präsident Henri Goldberg sowie die deutsche Initiative Aufstehen gegen Rassismus.

## Publikationen
Die FIR gibt seit 2004 ein vierteljährliches Informationsbulletin FIR – News in deutscher, englischer und französischer Sprache heraus.
- Internationale Föderation der Widerstandskämpfer FIR (Hrsg.): Die FIR im Bild. 1951–1981, Wien 1982 (in deutscher, französischer und russischer Sprache)
- Fédération Internationale des Résistants (FIR) – Association Antifasciste 1951–2011. Red. Dr. Ulrich Schneider, Berlin 2011 (in deutscher, englischer und französischer Sprache)
- Gedenkstätten der FIR zu antifaschistischem Kampf und Verfolgung. Red. Ulrich Schneider, Berlin 2021
- Faces of Ordinary Fascism, International conference, Budapest, August 27, 2022, Red. Ulrich Schneider, Berlin 2022
- Antifascist of Europe united against the evil that is again being reborn, International Antifascist Conference, Belgrade, 23–25 October 2022, Belgrade 2023 (auch in serbischer Sprache)